# Sedlčanský Šiberný
Sedlčanský Šiberný är en kulle i Tjeckien.   Den ligger i regionen Mellersta Böhmen, i den centrala delen av landet, 50 km söder om huvudstaden Prag. Toppen på Sedlčanský Šiberný är 486 meter över havet, eller 59 meter över den omgivande terrängen. Bredden vid basen är 0,84 km.
Terrängen runt Sedlčanský Šiberný är huvudsakligen platt, men västerut är den kuperad. Runt Sedlčanský Šiberný är det ganska glesbefolkat, med 28 invånare per kvadratkilometer. Närmaste större samhälle är Sedlčany, 1,6 km nordost om Sedlčanský Šiberný. Omgivningarna runt Sedlčanský Šiberný är en mosaik av jordbruksmark och naturlig växtlighet.